# National Synchrotron Light Source

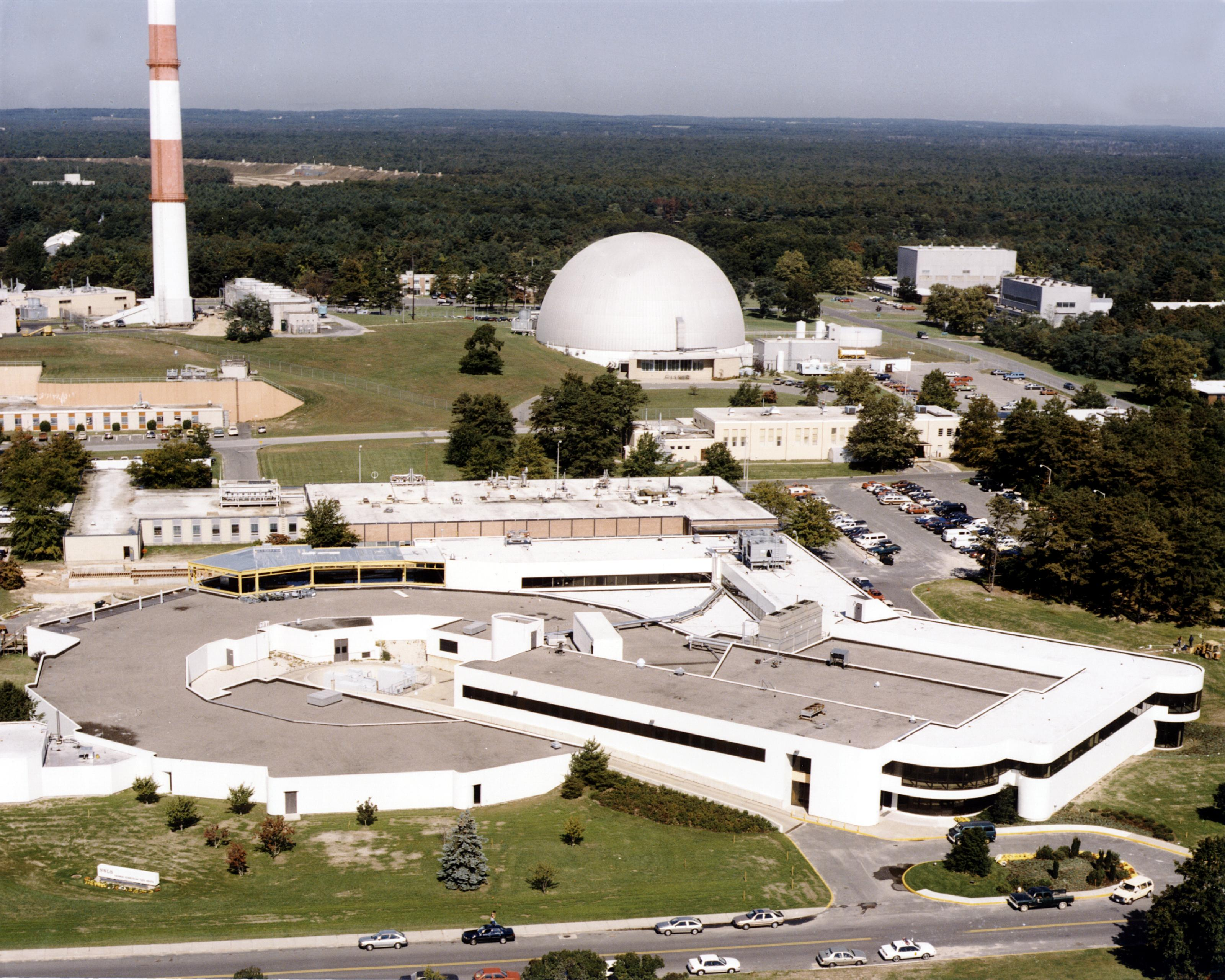
NSLS

Die National Synchrotron Light Source (NSLS) ist ein Teilchenbeschleuniger am Brookhaven National Laboratory auf Long Island, New York. Die Anlage wird hauptsächlich als Quelle für Synchrotronstrahlung genutzt (siehe auch Synchrotron). Sie besitzt zwei Elektronen-Speicherringe zur Strahlerzeugung: den sogenannten VUV-ring ("vacuum ultra-violet"), der für Wellenlängen im infraroten, sichtbaren und UV-Bereich ausgelegt ist, sowie den X-Ray ring für die Erzeugung von Röntgenstrahlung. Die beiden Speicherringe wurden in den Jahren 1984 bzw. 1986 in Betrieb genommen. 2014 wurde es abgeschaltet und 2015 der Nachfolger NSLS II in Betrieb genommen, an dem seit 2009 gebaut wurde.
Die NSLS wird vom US-Energieministerium betrieben.